# Hardert
Hardert település Németországban, Rajna-vidék-Pfalz tartományban. Lakosainak száma 876 fő (2023. december 31.).

## Népesség
A település népességének változása:
| Lakosok száma | 471  | 845  | 846  | 853  | 838  | 876  |
|               | 1975 | 2017 | 2019 | 2021 | 2022 | 2023 |